# Bijou Phillips
Bijou Lilly Phillips Masterson (nascida em 1 de abril de 1980) é uma atriz e modelo aposentada estadunidense. Ela é mais conhecida como Whitney no filme Hostel: Part II. Bijou já foi modelo da Calvin Klein. Bijou é filha de Geneviève Waïte e John Phillips. John, integrante cofundador de The Mamas and The papas, na década de 1960. Ela foi casada com o ator Danny Masterson, se divorciando dele em 2023, após ele ser condenado por estupro.

## Filmografia
- 1997 – Wrong Way - Annie
- 1999 – Black and White - Charlie
- 2001 – Delilah Milford - Delilah Milford
- 2004 – The Door in the Floor - Alice
- 2005 – Havoc - Emily
- 2007 – Hostel: Part II - Whitney
- 2007 – What We Do Is Secret - Lorna Doom
- 2008 – Chelsea on the Rocks - Nancy Spugen
- 2009 – Wake - Carys
- 2010 – Hawaii Five-0 - Camilie
- 2010-2013 – Raising Hope - Lucy Carlyle